# Shūichirō Umeda
Shūichirō Umeda (梅田 修一朗 Umeda Shūichirō?, Prefectura de Chiba, 11 de octubre) es un actor de voz japonés afiliado a Ken Production. Algunos de sus papeles notables incluyen a Hikaru Īndo en El verano que Hikaru murió, Saybil en Mahōtsukai Reimeiki, Yūki Izumi en Kawaii dake ja Nai Shikimori-san y Akira Tendō en Zom 100: Zombie ni Naru made ni Shitai 100 no Koto. En 2023, recibió el premio al Mejor Actor Revelación en la 17.ª edición de los Seiyu Awards.

## Filmografía
Los papeles principales están en negrita

### Anime

#### Series de televisión
| Año  | Título                                                                                      | Rol                              | Refs.         |
| ---- | ------------------------------------------------------------------------------------------- | -------------------------------- | ------------- |
| 2018 | Banana Fish                                                                                 | Compañero                        | [ 1 ]         |
| 2019 | Chihayafuru 3                                                                               | Asistente                        | [ 1 ]         |
| 2021 | Mazica Party                                                                                | Estudiante, mago                 | [ 1 ]         |
| 2021 | Subarashiki Kono Sekai The Animation                                                        | Makoto Miki                      | [ 3 ]         |
| 2021 | Tropical-Rouge! Pretty Cure                                                                 | Miembro del club de horticultura | [ 1 ]         |
| 2021 | Shiroi Suna no Aquatope                                                                     | Invitado                         | [ 1 ]         |
| 2022 | Yu☆Gi☆Oh! Go Rush!!                                                                         | Shewbahha                        | [ 1 ]         |
| 2022 | Mahōtsukai Reimeiki                                                                         | Sable                            | [ 4 ]         |
| 2022 | Kawaii dake ja Nai Shikimori-san                                                            | Yūki Izumi                       | [ 5 ]         |
| 2022 | Shadows House 2nd Season                                                                    | Billy, William                   | [ 6 ]         |
| 2022 | Utawarerumono: Futari no Hakuoro                                                            | Ravie                            | [ 7 ]         |
| 2022 | Megaton Musashi 2nd Season                                                                  | Zaskar Dyne                      | [ 8 ]         |
| 2023 | Inu ni Nattara Suki na Hito ni Hirowareta.                                                  | Pochita                          | [ 9 ]         |
| 2023 | Kuma Kuma Kuma Bear Punch!                                                                  | Timol                            | [ 10 ]        |
| 2023 | Kawaisugi Crisis                                                                            | Sakihito Samei                   | [ 11 ]        |
| 2023 | Mashle                                                                                      | Milo Genius                      | [ 12 ]        |
| 2023 | Kanojo ga Kōshaku-Tei ni Itta Riyū                                                          | Adam Taylor                      | [ 13 ]        |
| 2023 | Zom 100: Zombie ni Naru made ni Shitai 100 no Koto                                          | Akira Tendō                      | [ 14 ]        |
| 2023 | Beyblade X                                                                                  | Bird Kazami                      | [ 15 ]        |
| 2024 | Isekai de Mofumofu Nadenade Suru Tameni Ganbattemasu                                        | Ralph Osfe                       | [ 16 ]        |
| 2024 | Oroka na Tenshi wa Akuma to Odoru                                                           | Yūya Tanigawa                    | [ 17 ]        |
| 2024 | One Room, Hi Atari Futsū, Tenshi Tsuki.                                                     | Shintarō Tokumitsu               | [ 18 ]        |
| 2024 | Unnamed Memory                                                                              | Lazar                            | [ 19 ]        |
| 2024 | Seiyū Radio no Ura Omote                                                                    | Kimura                           | [ 20 ]        |
| 2024 | Senpai wa Otokonoko                                                                         | Makoto Hanaoka                   | [ 21 ]        |
| 2024 | Shōshimin Series                                                                            | Jōgorō Kobato                    | [ 22 ]        |
| 2024 | Make Heroine ga Ōsugiru!                                                                    | Kazuhiro Nukumizu                | [ 23 ]        |
| 2024 | Boku no Tsuma wa Kanjō ga nai                                                               | Ōtani                            | [ 24 ]        |
| 2024 | Hitoribotchi no Isekai Kōryaku                                                              | Haruka                           | [ 25 ]        |
| 2024 | Ao no Miburo                                                                                | Nio Chirinu                      | [ 26 ]        |
| 2024 | Puniru wa Kawaii Slime                                                                      | Kotarō Kawaii                    | [ 27 ]        |
| 2025 | Shōshimin Series 2nd Season                                                                 | Jōgorō Kobato                    | [ 28 ] [ 29 ] |
| 2025 | My Hero Academia: Vigilantes                                                                | Kōichi Haimawari                 | [ 30 ]        |
| 2025 | Watari-kun no xx ga Hōkai Sunzen                                                            | Naoto Watari                     | [ 31 ]        |
| 2025 | Puniru wa Kawaii Slime 2nd Season                                                           | Kotarō Kawaii                    | [ 32 ]        |
| 2025 | Hikaru ga Shinda Natsu                                                                      | Hikaru Indō                      | [ 33 ]        |
| 2025 | Kamitsubaki-Shi Kensetsu-chū.                                                               | Anemos                           | [ 34 ]        |
| 2025 | Towa no Yūgure                                                                              | Akira Himegami                   | [ 35 ]        |
| 2025 | Mikata ga Yowasugite Hojo Mahō ni Tesshiteita Kyūtei Mahōshi, Tsuihō Sarete Saikyō o Mezasu | Alec Yugret                      | [ 36 ]        |
| 2026 | Hikuidori: Ushūboro Tobigumi                                                                | Shin'nosuke Torigoe              | [ 37 ]        |
| 2026 | My Hero Academia: Vigilantes Season 2                                                       | Kōichi Haimawari                 | [ 38 ]        |

#### Películas
| Año  | Título                                               | Rol            | Refs.  |
| ---- | ---------------------------------------------------- | -------------- | ------ |
| 2019 | Kabaneri of the Iron Fortress: Unato Decisive Battle | Kabane         | [ 1 ]  |
| 2025 | Senpai wa Otokonoko Movie: Ame Nochi Hare            | Makoto Hanaoka | [ 39 ] |

#### ONAs
| Año  | Título                   | Rol        | Refs.  |
| ---- | ------------------------ | ---------- | ------ |
| 2019 | Mugen no Jūnin: Immortal | Makoto     | [ 40 ] |
| 2023 | Rhapsody                 | Kosei Tayō |        |

### Videojuegos
| Año  | Título                      | Rol           | Refs.  |
| ---- | --------------------------- | ------------- | ------ |
| 2019 | Readyyy!                    | Aki Takachiho | [ 41 ] |
| 2019 | Kazura Uta                  | Yū Haiji      | [ 42 ] |
| 2020 | Realive! Teito Kagura Butai | Kōya Futaba   | [ 43 ] |
| 2020 | Final Fantasy VII Remake    | Chadley       | [ 44 ] |
| 2020 | Hero Cantare                | Rey Oscuro    | [ 45 ] |
| 2022 | Star Melody Yumemi Dreamer  | Kanato Kamio  | [ 46 ] |
| 2024 | Final Fantasy VII Rebirth   | Chadley       | [ 47 ] |

## Premios y nominaciones
| Año  | Premios      | Categoría                  | Resultado | Refs. |
| ---- | ------------ | -------------------------- | --------- | ----- |
| 2023 | Seiyū Awards | Mejores Actores Revelación | Ganador   | [ 2 ] |